# Горло

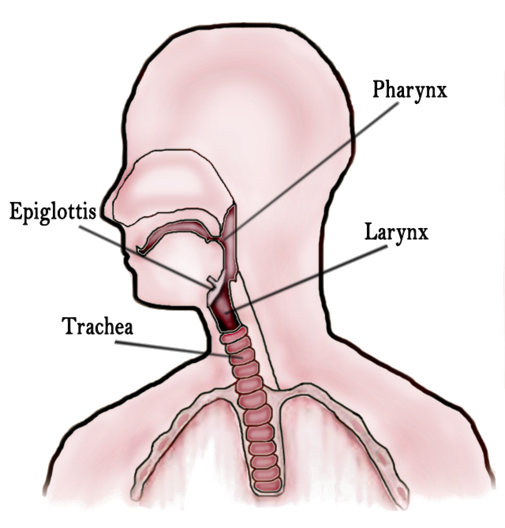
Горло.

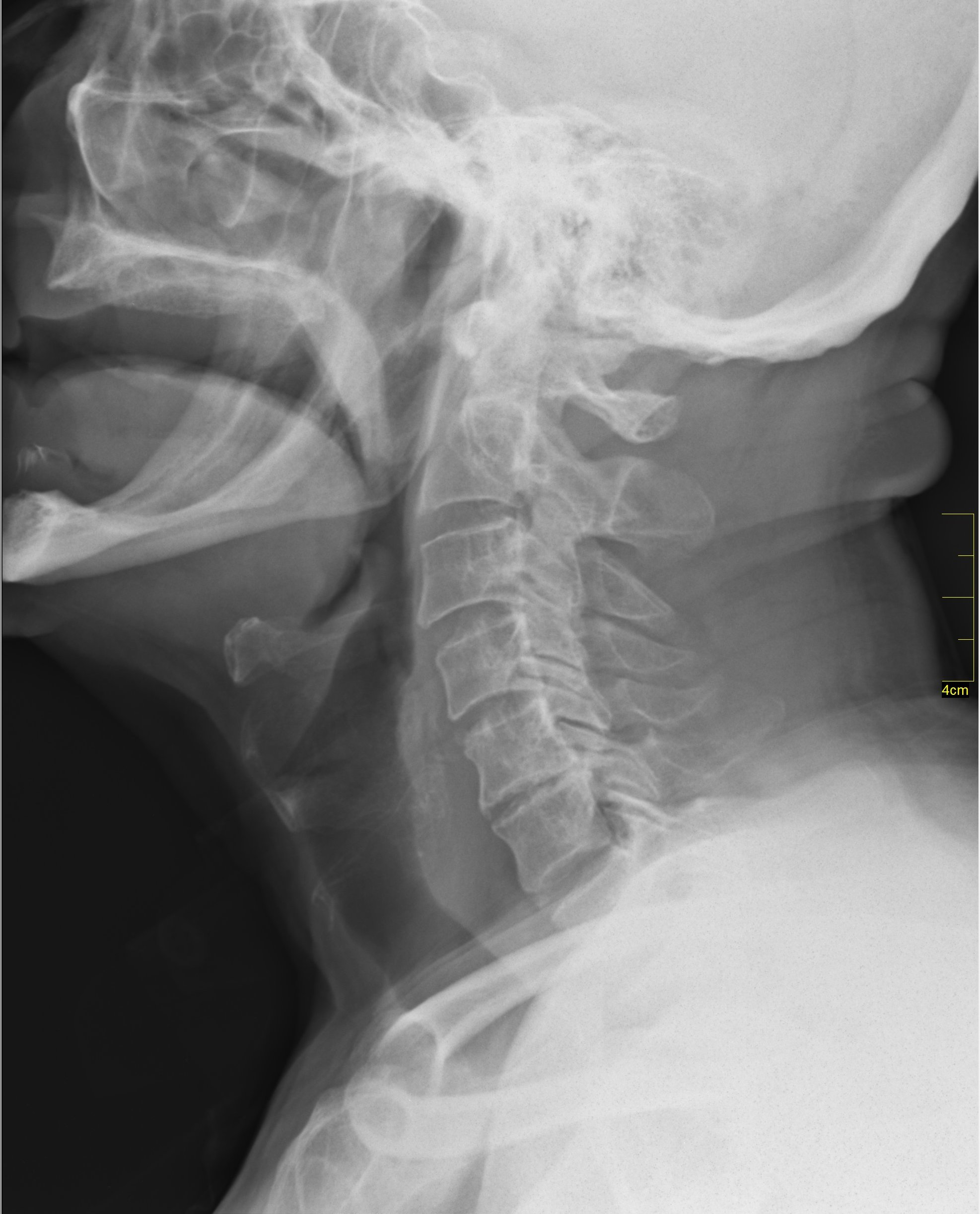
Горло отображается на рентгене как тёмная полоса у передней части позвоночника.

Го́рло — часть шеи впереди позвоночного столба. 
Верхней границей является подъязычная кость, нижней — рукоятка грудины и ключица. Термин «горло» является общеупотребительным, но не анатомическим. Он отсутствует в списке новейшей анатомической терминологии 1997 года. Устаревшее слово означавшее горло — Жерло. Через горло проходят многочисленные жизненно важные органы и системы:
- сонные артерии
- блуждающий и другие нервы
- пищевод
- трахея
- гортань
- глоточные мышцы и мышцы шеи

Также горлом называют нижнюю часть головы насекомых между шеей и ротовыми частями.